# Oswalt von Truhendingen
Graf Oswalt von Truhendingen (* um 1380; † um 1424) war Brandenburg-Kulmbacher Amtmann im Sechsämterland.

## Leben
Er stammte aus dem fränkischen Grafengeschlecht derer von Truhendingen. Seine Eltern waren Heinrich von Truhendingen und Dorothea. Bischof Friedrich II. von Truhendingen war ein unmittelbarer Verwandter aus der Elterngeneration. Er war verheiratet mit Anna Reuß von Plauen, aus der Ehe ging die Tochter Elsbeth hervor.
Am 4. Juni 1422 weilte Oswalt von Truhendingen neben Erhart von Machwitz, Conrad von Aufseß, Hans von Sparneck, Caspar von Waldenfels, Hans von Seebach und Apel von Vitzthum der Ältere auf dem Schloss Schleiz, wo ein Landfriedensbündnis zur Sicherung der Landstraßen gegen Räuberei und Plackerei zwischen  Kurfürst Friedrich von Brandenburg und den Landgrafen Friedrich der Ältere, Wilhelm und Friedrich der Jüngere von Thüringen abgeschlossen und gegenseitige Hilfe zugesagt wurde. Oswalt von Truhendingen musste sich als erster Zeuge verpflichten, dafür Sorge zu tragen, dass sein Nachfolger in der Funktion des Amtmanns von Thierstein sich in Weida zum abgeschlossenen Landfriedensbündnis bekennen sollte.
Er ist 1422 auch als würzburgischer Oberforstmeister beurkundet und war vor seiner Einsetzung als Amtmann von Thierstein bereits Amtmann vom Epprechtstein gewesen.